# T52 (Paralympics)
T52 und F52 sind zwei Startklassen der paralympischen Sportarten für Sportler in der Leichtathletik. Die Zugehörigkeit von Sportlern zu den beiden Startklassen ist wie folgt skizziert:
„Beeinträchtigung der Muskelkraft oder der passiven Beweglichkeit. Athleten haben eine normale Arm- und Schulterfunktion, die Handfunktion ist gering bis normal, Fingerfunktionen können von nicht bis gering vorhanden sein. Bewegungsumfang und Kontrolle des Rumpfs und der Beine ist praktisch nicht vorhanden – geringe Sitzbalance.“
Die Klasseneinteilung kennzeichnet den wettbewerbsrelevanten Grad der funktionellen Behinderung eines Sportlers. Leichtathleten in den Klassen T51–T54 und F51–F57 gehören zu den Athleten mit: „Beeinträchtigung der Muskelkraft oder der passiven Beweglichkeit. (Querschnittlähmung, Kinderlähmung, sonstige Muskelschwäche, Amputation, Fehlwuchs von Gliedern und Gleichgestellte)“. Niedrige Klassenziffern zeigen einen höheren Grad der Beeinträchtigung an als hohe Klassenziffern. Alle Sportler starten sitzend im Rollstuhl oder Wurfstuhl. Der Grad der Beeinträchtigung des Sportlers in Wettbewerben erhöht sich mit sinkenden/niedrigen Klassenziffern von F57 nach F51 und von T54 nach T51.
Die Klassen T51–T54 und F51–F54 sind Klassen für gelähmte (meist querschnittgelähmte) Sportler mit unterschiedlichen Graden der Sitzstabilität im Rollstuhl sowie unterschiedlich ausgeprägten Funktionen von Rumpf, Schulter, Arm und Finger. In den Klassen T52 und F52 können vor allem Athleten mit einer vollständigen oder unvollständigen Querschnittlähmung starten, die auch die oberen Extremitäten (Hand & Finger) beeinträchtigt.
- T52: Startklasse für Disziplinen im Rennrollstuhl für Rollstuhlrennen in der Leichtathletik,
- F52: Startklasse für Disziplinen im Rollstuhl für Wurfdisziplinen in der Leichtathletik,
- es wird sitzend gestartet.